# Řecko na troskách Missolonghi
Řecko na troskách Missolonghi (fr. La Grèce sur les ruines de Missolonghii) je olejomalba francouzského romantického malíře Eugèna Delacroixe z roku 1826, která je nyní v Muzeu krásných umění v Bordeaux. Obraz byl inspirován třetím obléháním Missolonghi osmanskou armádou v roce 1826, během níž se několik tisíc lidí ve městě po dlouhodobém (téměř ročním) obléhání rozhodlo pokusit se o hromadný útěk, aby unikli hladomoru a epidemii. Pokus měl za následek masakr, během něhož byla většina řeckých obyvatel města zabita.
Postava na obraze byla zřejmě volnou inspirací i pro autorův nejslavnější obraz Svoboda vede lid na barikády (1830).

## Téma a styl
Řecko je znázorněno jako klečící žena v tradičním řecké kostýmu, hruď je široce odhalená a ruce mírně rozpažené na znamení smutku. Ruka jedné z obětí vyčnívá ze sutin pod jejíma nohama. V pozadí zasazuje tmavý muž se žlutým turbanem, který symbolizuje nepřítele, do země vlajku.
Obraz si vypůjčuje prvky z křesťanské symboliky. „Řecko zaujímá postoj modlitby v prvních staletích křesťanství. Modrý plášť a bílé roucho, tradičně připisované Neposkvrněnému početí, posiluje tuto analogii se světskou postavou Marie. Silou obrazu je ostrý kontrast mezi tradiční alegorií, která vyvolává idealizaci modelu, a zpracováním scény bez jakéhokoli ústupku ideálu.“ 
Světlo na obraze je nereálné podobně jako u alegorie Svobody vedoucí lid na barikády (1830) a na rozdíl např. od pozdějšího obrazu Alžírské ženy (1834).